# Jerry Herman

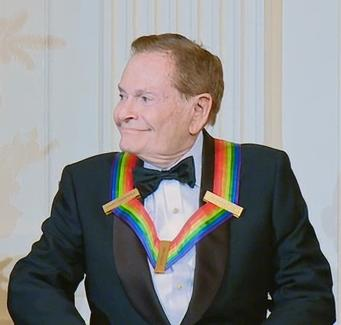
Jerry Herman, 2010

Jerry Herman, właśc. Gerald Sheldon Herman (ur. 10 lipca 1931 w Nowym Jorku, zm. 26 grudnia 2019 w Miami) – amerykański kompozytor i autor tekstów piosenek. 

## Życiorys
Zadebiutował musicalem I Feel Wonderful (1954), a na Broadwayu musicalem Milk And Honey wystawionym w 1961. Międzynarodowy sukces przyniósł mu kolejny musical – Hello, Dolly! (1964), do którego oprócz muzyki napisał teksty piosenek. Inne jego musicale to m.in.: Mame (1967), Dear World (1969), Mack And Mabel (1974).